# تیلر همیلتون
تیلر همیلتون (اسپانیایی: Tyler Hamilton‎؛ زادهٔ ۱ مارس ۱۹۷۱) دوچرخه‌سوار اهل ایالات متحده آمریکا است. وی در بازی‌های المپیک تابستانی ۲۰۰۴ شرکت کرده‌است.